# Casey Spooner
Casey Spooner (2 de febrer de 1970) és un artista i músic estatunidenc. Quan estudiava a l'School of the Art Institute of Chicago va conèixer Warren Fischer. Els dos van ser cofundadors de Fischerspooner a la ciutat de Nova York el 1998, on escriu i canta les seves cançons.
Spooner ha presentat treballs per a Deitch Projects i un àlbum de R.E.M. La promoció del segon àlbum de Fischerspooner va incloure una exposició d'art de totes les imatges utilitzades per elaborar l'àlbum, ja que ha estat relacionada a Warhol.
Spooner ha contribuït i treballat en espectacles amb Doorika, un col·lectiu d'arts escèniques establert a Chicago i Nova York. Casey es va unir al grup experimental de Nova York The Wooster Group el 2007, assumint el paper del germà d'Ofèlia Laertes en la seva producció de Hamlet, que va comptar amb dues cançons de Fischerspooner que es van compondre per a l'espectacle. Durant aquest temps, també va començar a treballar en un tercer àlbum de Fischerspooner amb Warren Fischer. El disc Entertainment es va estrenar a Amèrica del Nord a través del propi segell FS Studios el 2009 i va ser produït per Jeff Saltzman. Spooner va ser la principal figura de l'espectacle de Fischerspooner.
El gener de 2010 Spooner va distribuir en línia la seva primera obra en solitari, la cançó "Faye Dunaway", com a prèvia d'un àlbum en solitari anomenat Adult Contemporary. Va treballar en l'acte d'obertura de Scissor Sisters en la seva gira estatunidenca, cosa que va ser possible gràcies al finançament proporcionat pels seus seguidors a través de Kickstarter. Spooner és obertament homosexual.